# Университет искусств и промышленного дизайна (Линц)
Университет искусств и промышленного дизайна — высшее учебное художественное заведение в Линце, Верхняя Австрия . Имеет университетский статус с 1998 года.

## История
Основан, как художественная школа  («Kunstschule») Линца в 1947 году. В 1973 году получила статус академии и стала полноценным университетом в 1998 году. С 1 января 2004 года Университет действует как «корпорация публичного права» в соответствии с Законом Австрийской Республики от 2002 года об организации университетов и, таким образом, пользуется широкой автономией.
Особенностью университета является его специализация на стыке свободного искусства и прикладного дизайна, художественного творчества и научных исследований. Университет — оплот современного и футуристического искусства. Предлагается высшее образование по таким специальностям, как медиакультура, промышленный дизайн, концептуальная скульптура/пластика/керамика, дизайн текстиля, графический и компьютерный дизайн и др.

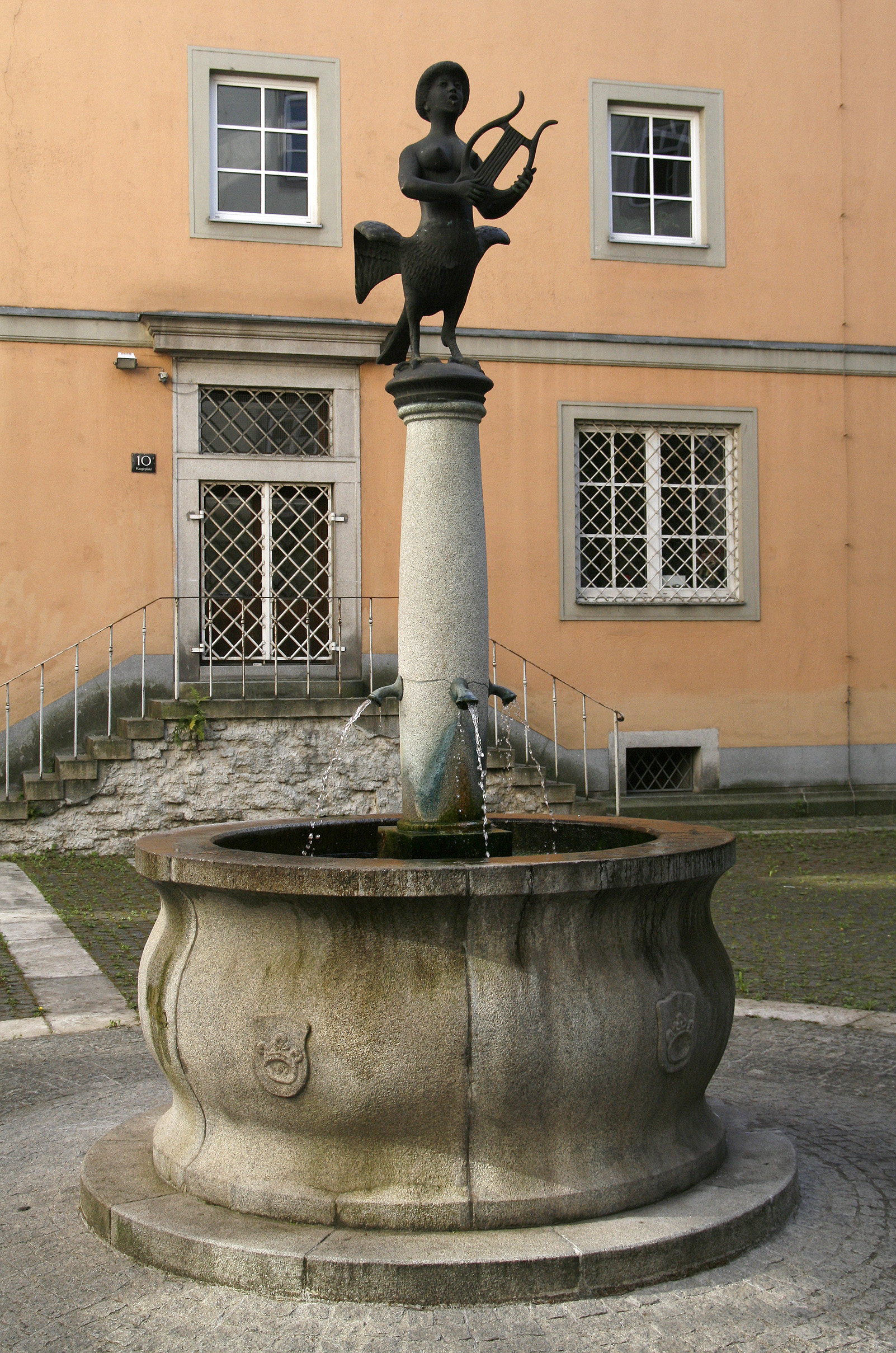